# 1952年オスロオリンピックのオーストリア選手団
1952年オスロオリンピックのオーストリア選手団（1952ねんオスロオリンピックのオーストリアせんしゅだん）は、1952年2月14日から2月25日までノルウェーのオスロで開催された1952年オスロオリンピックのオーストリア選手団、およびその競技結果。

## 概要
今大会は金メダル2個、銀メダル4個、銅メダル2個の合計8個のメダルを獲得した。
アルペンスキーでは、トルーデ・ヨーフム＝バイザーが前回1948年サンモリッツオリンピックでの女子複合金メダルに続き今大会では女子滑降で金メダルを獲得した。

## メダル
| メダル | 選手名                       | 競技               | 種目         |
| ------ | ---------------------------- | ------------------ | ------------ |
| 金     | オトマール・シュナイダー     | アルペンスキー     | 男子回転     |
| 金     | トルーデ・ヨーフム＝バイザー | アルペンスキー     | 女子滑降     |
| 銀     | オトマール・シュナイダー     | アルペンスキー     | 男子滑降     |
| 銀     | クリスティアン・プラフダ     | アルペンスキー     | 男子大回転   |
| 銀     | ダグマル・ロム               | アルペンスキー     | 女子大回転   |
| 銀     | ヘルムート・ザイブト         | フィギュアスケート | 男子シングル |
| 銅     | クリスティアン・プラフダ     | アルペンスキー     | 男子滑降     |
| 銅     | トニー・シュピース           | アルペンスキー     | 男子大回転   |